# 栃木県専修学校一覧
栃木県専修学校一覧（とちぎけんせんしゅうがっこういちらん）とは、栃木県の専修学校の一覧。

## 国立専修学校

### 那須塩原市
- 塩原視力障害センター[1]

## 公立専修学校

### 宇都宮市
- 栃木県立衛生福祉大学校
- 栃木県農業大学校

## 私立専修学校

### 宇都宮市
- 宇陽ドレスメーカー専門学校
- 石山和装専門学校
- 平手和裁専門学校
- 和氣和裁専門学校
- フローラ編物専門学校
- 済生会宇都宮病院看護専門学校

- 財団法人宇都宮市医療保健事業団附属宇都宮歯科衛生士専門学校
- 財団法人宇都宮市医療保健事業団附属宇都宮准看護高等専修学校
- 国立病院機構栃木医療センター附属看護学校
- 栃木介護福祉士専門学校
- 簗瀬簿記専門学校
- アイ・エフ・シー調理師専門学校
- アイ・エフ・シー製菓専門学校

- 宇都宮美容専門学校
- 栃木県美容専門学校
- 宇都宮メディア・アーツ専門学校
- 宇都宮ビジネス電子専門学校
- 国際情報ビジネス専門学校
- 宇都宮日建工科専門学校
- 専修学校宇都宮書道学校
- アイ・エフ・シー栄養専門学校

- 国際テクニカル理容美容専門学校 - 旧作新理容美容専門学院の生徒・教職員を継承した。
- 宇都宮アート&スポーツ専門学校
- 国際看護介護保育専門学校
- オリオンIT専門学校
- 国際ファッションビューティ専門学校
- 国際ペット総合専門学校
- 国際ティビィシィ看護専門学校
- 報徳看護専門学校
- 国際テクニカル調理製菓専門学校
- 国際テクニカル理容美容専門学校

### 足利市
- 足利デザイン・ビューティ専門学校
- 刑部きもの学園女子専門学校
- 専門学校足利コミュニティーカレッジ
- 足利製菓専門学校
- 栃木県美容専門学校
- 小山歯科衛生士専門学校

### 栃木市
- 専門学校Tochigi Global Fashion Business College
- ヤマト文化専門学校
- マロニエ医療福祉専門学校

### 小山市
- 中央福祉医療専門学校
- 国際テクニカルデザイン・自動車専門学校

- センスビューティーカレッジ
- 小山歯科衛生士専門学校

### 大田原市
- 国際自動車・ビューティ専門学校

### 矢板市
- 国際医療福祉大学塩谷看護専門学校

### 那須塩原市
- アジア農村指導者養成専門学校

### さくら市
- 東洋パラメディカル学院

### 河内郡
- 専門学校日産栃木自動車大学校

### 下都賀郡
- 獨協医科大学附属看護専門学校